# Вилијам Веб Елис
Вилијам Веб Елис (енгл. William Webb Ellis; 24. новембар 1806 - 24. фебруар 1872) био је енглески свештеник, човек који је измислио један од најпопуларнијих светских спортова рагби. Легенда каже да су дечаци у јесен 1823, играли неку лопту са игром, а један од њих Вилијам узео је лопту, понео је у рукама и потрчао са њом (што је било против правила). Тако је настао нови спорт рагби. Веб Елис се родио у Солфорду као најмлађи син Џејмса Елиса и Ане Елис. Отац му је погинуо у шпанском рату за независност, па је Вилијам прешао у Рагби, мали град у Енглеској, са намером да се школује. Вилијем је као млад играо крикет, а студирао је теологију у Оксфорду. Умро је у Француској 1872.